# Isaiah Taylor
Isaiah Shaquille Taylor (Hayward, California, 11 de julio de 1994) es un baloncestista estadounidense que pertenece a la plantilla del BC Dubai de la ABA Liga. Con 1,88 metros de estatura, juega en la posición de base.

## Trayectoria deportiva

### Universidad
Jugó tres temporadas con los Longhorns de la Universidad de Texas, en las que promedió 13,6 puntos, 4,5 asistencias y 3,1 rebotes por partido. En su primera temporada fue incluido en el mejor quinteto de novatos de la Big 12 Conference, la temporada siguiente apareció en el tercer mejor quinteto y ya en 2016 en el primero, tras promediar 15,0 puntos por partido.
En abril de 2016 anunció su intención de presentarse al Draft de la NBA renunciando a su último año de universidad.

### Profesional
Tras no ser elegido en el Draft de la NBA de 2016, disputó las ligas de verano de la NBA con los Houston Rockets, promediando 5,0 puntos y 4,0 rebotes en los cinco partidos que jugó. El 23 de septiembre firmó contrato por tres temporadas, pero el 16 de octubre los Rockets anuncian que Taylor era despedido.
El 27 de febrero de 2017 firmó contrato no garantizado por tres temporadas con los Houston Rockets, aunque fue automáticamente asignado de vuelta a los Vipers. El 2 de abril fue reclamado por los Rockets, debutando en la NBA en un partido ante Phoenix Suns. El 13 de octubre de 2017 fue despedido por los Rockets.
A pesar de no ser drafteado, llegó a disputar 74 partidos en la NBA con Houston Rockets y Atlanta Hawks, destacando por su velocidad y sumando 6.6 tantos por encuentro. Su capacidad para anotar fue patente en la Liga de Desarrollo, donde promedió más de 21 puntos con los Rio Grande Valley Vipers, equipo vinculado a los Rockets.
En la temporada 2020-21, firma por el Maccabi Rishon LeZion de la Ligat Winner, con el que promedia 17 puntos, 4,4 asistencias y 3,1 rebotes por partido, con un 35% de acierto desde el 6.75.
El 22 de febrero de 2021, tras rescindir su contrato por el conjunto israelí, firma con el UCAM Murcia de la Liga Endesa hasta el final de la temporada.
El 1 de noviembre de 2022, firmó con el Anadolu Efes S.K. de Basketbol Süper Ligi turca.
El 6 de enero de 2023, firma por el Zalgiris Kaunas de la LKL lituana.
El 13 de septiembre de 2023 firmó con Shanxi Loongs de la Chinese Basketball Association.
El 18 de septiembre de 2024 fichó por el BC Dubai emiratí de la ABA Liga.

## Estadísticas de su carrera en la NBA

### Temporada regular
| Año     | Equipo  | PJ | PT | MPP  | %TC  | %3P  | %TL  | RPP | APP | ROB | TPP | PPP |
| ------- | ------- | -- | -- | ---- | ---- | ---- | ---- | --- | --- | --- | --- | --- |
| 2016-17 | Houston | 4  | 0  | 13.0 | .143 | .000 | .500 | .8  | .8  | .3  | .3  | .8  |
| 2017-18 | Atlanta | 67 | 9  | 17.4 | .418 | .250 | .702 | 1.4 | 3.1 | .5  | .1  | 6.6 |
| Total   | Total   | 71 | 9  | 17.2 | .413 | .244 | .699 | 1.4 | 2.9 | .5  | .2  | 6.3 |

### Playoffs
| Año   | Equipo  | PJ | PT | MPP | %TC  | %3P  | %TL | RPP | APP | ROB | TPP | PPP |
| ----- | ------- | -- | -- | --- | ---- | ---- | --- | --- | --- | --- | --- | --- |
| 2017  | Houston | 3  | 0  | 3.3 | .000 | .000 | –   | .7  | .3  | .0  | .0  | .0  |
| Total | Total   | 3  | 0  | 3.3 | .000 | .000 | –   | .7  | .3  | .0  | .0  | .0  |